# Yu (rivière)
Pour les articles homonymes, voir Yu.
La Yu (chinois simplifié : 郁江 ; chinois traditionnel : 鬱江 ; pinyin : yù jiāng) est une rivière de Chine, dans la région autonome de Guangxi et le principal affluent du fleuve Xi.